# Puy Corde
Le puy Corde est un sommet des monts Dore dans le Massif central.

## Géographie
Le puy est situé sur la commune de Saulzet-le-Froid et surplombe le lac de Guéry.

## Protection environnementale
Le puy est inclus dans le site Natura 2000 « Monts Dore », dans la ZNIEFF de type 2 « Monts Dore », ainsi que dans la ZNIEFF de type 1 « Puy de l'Aiguiller - Col de la Croix Saint-Robert ».